# Els Aarne
Els Aarne (Else Paëmuru) (n. 30 martie 1917 Ucraina – d. 14 iunie 1995 Tallinn, Estonia) a fost o compozitoare estonă.